# Primitiidae
De Primitiidae zijn een familie van uitgestorven kreeftachtigen uit de klasse van de Ostracoda (mosselkreeftjes).

## Geslachten
- Ancora Sidaravichiene, 1975 †
- Euprimitia Ulrich & Bassler, 1923 †
- Eurychilina Ulrich, 1889 †
- Hallatia Kay, 1934 †
- Halliella Ulrich, 1891 †
- Haploprimitia Ulrich & Bassler, 1923 †
- Lilita Gailite, 1990 †
- Neotsitrella Sarv, 1963 †
- Ochesaarina Neckaja, 1960 †
- Primitia Jones & Holl, 1865 †
- Primitiella Ulrich, 1894 †
- Tegea Pranskevichius, 1973 †
- Tsitrella Sarv, 1959 †
- Vaiguva Sidaravichiene, 1992 †